# Calf Sound
Calf Sound (manx: yn Cheyllys) – wąska cieśnina oddzielająca małą wyspę Calf of Man od dużo większej Wyspy Man. Cieśnina jest szeroka na około 700 m, a na jej obszarze znajduje się wysepka Kitterland.